# Павле Миленковић
Павле Д. Миленковић (Прокупље, 20. фебруар 1964) је српски социолог.

## Биографија
Рођен је 20. фебруара 1964. године, у Прокупљу. Основну и средњу школу похађао је у родном граду. Студирао је право и социологију на Универзитету у Београду. Дипломирао је, магистрирао и докторирао на Одељењу за социологију Филозофског факултета у Београду. Магистарску тезу под називом „О могућностима социолошке историографије: Школа Анала“ одбранио је 2000. године, а докторску дисертацију „Улога и значај авангардних покрета и идеја у формирању друштвеног знања у Србији између два светска рата“ је одбранио 2007. године. Ради у звању професора на Одсеку за социологију Филозофског факултета у Новом Саду.

## Објављене књиге
- Интимна проза, Ниш: Градина, 1997.
- Школа Анала. Огледи о социолошкој историографији, Нови Сад: Стилос, 2004.[2]
- Мишел Фуко 1926-1984-2004. Хрестоматија (приредили П. Миленковић и Д. Маринковић), Нови Сад: Војвођанска социолошка асоцијација, 2005.
- Историјска социологија. Социолошка хрестоматија (приредио, предговор написао), Нови Сад: Медитеран Паблишинг, 2009.[3]
- Увод у социологију српског надреализма, Нови Сад: Медитеран Паблишинг, 2012.
- Школа Анала. Између историографије и социологије, Нови Сад: Медитеран Паблишинг, 2016.
- Огледи из социологије савремености, Нови Сад: Медитеран Паблишинг, 2016.[4]